# Субалпийска ела
Субалпийската ела (Abies lasiocarpa) е вид ела от семейство Борови (Pinaceae). Видът е незастрашен от изчезване.

## Разпространение
Разпространен е в Канада и Северна Америка.